# 李一鵬
李一鹏（？—？），字鹏冲，浙江宁波府慈谿縣人。

## 生平
隆庆进士张应辰之子。萬曆四十三年（1615年）乙卯科浙江乡试举人，天啓五年（1625年）乙丑科進士，授大名府推官，多异政，台使者廉其明决，考绩最，擢四川道御史。首劾巡抚王沆开边引寇状，称旨。奉差长芦巡盐，清陋规，减羡银，加服俸一级。再按雲南，普寇出没不常，一鹏筑师宗、淮摩等城八座，将竣，会土苗倡乱，廷议出师急剿，一鹏持不可，单骑安抚，众曰：是向劾王沆者，真御史也，敢不受抚。嗣宁谧，升太仆寺卿，再转大理寺卿。兄子李梦本，康熙甲子举人，署钱塘学教谕，课士有方，子李凤翔，康熙癸酉乡魁。